# Antoon Brosens
Antonius (Antoon) Alphonsus Maria Josephe Vincent Brosens (Hoogstraten, 18 juli 1883 - aldaar, 8 januari 1952) was een Belgisch brouwer en christendemocratisch politicus voor de Katholieke Partij en diens opvolger de CVP.

## Levensloop
Brosens was een telg van de Hoogstraatse brouwersfamilie Brosens. Zijn vader, Hendrik, was burgemeester van Hoogstraten. Hij studeerde wijsbegeerte aan de Katholieke Universiteit Leuven. Omstreeks 1911 (kort voor zijn vaders dood) nam hij de brouwerij over.
Daarnaast was hij politiek actief. Op 4 augustus 1916 trad hij als opvolger toe tot de gemeenteraad van Hoogstraten, alwaar hij van 1921 tot 1927 zetelde in het schepencollege. In aanloop naar de gemeenteraadsverkiezingen van 1938 ontstond er onenigheid binnen de Hoogstraatse Katholieke Partij. Tot voor deze verkiezingen was er steeds een katholieke eenheidslijst geweest, wat verkiezingen overbodig maakte. Antoon Brosens werd lijsttrekker op de reguliere katholieke kieslijst, terwijl zittend burgemeester Jan Brosens deelnam met de scheurlijst Gemeentebelangen. Laatstgenoemde won de verkiezingen en verlengde zijn burgemeestersmandaat.
Na de bevrijding werd hij aangesteld als (dienstdoend) burgemeester van Hoogstraten (in opvolging van oorlogsburgemeester Piet Gommers van het VNV), een functie die hij uitoefende van 1944 tot 1947. Hij werd in deze hoedanigheid opgevolgd door Camille Thirion. Zelf vervulde hij vervolgens een schepenmandaat.
Hij was gehuwd en had dertien kinderen. Zijn zoon Henri werd politiek actief en zijn zoon Edgar nam na zijn dood in 1952 de brouwerij over.